# ميلاد نوري (لاعب كرة قدم إيراني)
ميلاد نوري (بالفارسية: میلاد نوری) هو لاعب كرة قدم إيراني في مركز الوسط، ولد في 3 مايو 1986 في سنقر في إيران. شارك مع منتخب إيران تحت 23 سنة لكرة القدم ومنتخب إيران لكرة القدم. أما مع النوادي، فقد لعب مع نادي أبو مسلم خراسان ونادي استقلال أهواز ونادي استقلال طهران ونادي بيكان ونادي راه آهن ونادي ستيل آذين ونادي صبا قم ونادي فولاد خوزستان ونادي مشكي بوشان.